# Pararhaphe
Pararhaphe är ett släkte av insekter. Pararhaphe ingår i familjen Largidae.
Kladogram enligt Catalogue of Life:
| Pararhaphe | \| \| Pararhaphe mimetica \| \| \| \| \| \| Pararhaphe sphaeroides \| \| \| \| |
|            | \| \| Pararhaphe mimetica \| \| \| \| \| \| Pararhaphe sphaeroides \| \| \| \| |
|            | Acinocoris                                                                     |
|            |                                                                                |
|            | Arhaphe                                                                        |
|            |                                                                                |
|            | Jarhaphetus                                                                    |
|            |                                                                                |
|            | Largus                                                                         |
|            |                                                                                |
|            | Stenomacra                                                                     |
|            |                                                                                |
|            | Wupatkius                                                                      |
|            |                                                                                |
|            | Pararhaphe mimetica                                                            |
|            |                                                                                |
|            | Pararhaphe sphaeroides                                                         |
|            |                                                                                |

|  | Pararhaphe mimetica    |
|  |                        |
|  | Pararhaphe sphaeroides |
|  |                        |